# Phlocerus
Phlocerus is een geslacht van rechtvleugeligen uit de familie veldsprinkhanen (Acrididae). De wetenschappelijke naam van dit geslacht is voor het eerst geldig gepubliceerd in 1833 door Fischer von Waldheim.

## Soorten
Het geslacht Phlocerus omvat de volgende soorten:
- Phlocerus menetriesi Fischer von Waldheim, 1833
- Phlocerus savenkoae Mishchenko, 1941
- Phlocerus svaneticus Savenko, 1941
- Phlocerus zaitzevi Mishchenko, 1941